# Campeonato Descentralizado 1982
El Descentralizado 1982 fue la LXVI edición del torneo, contó con la participación de dieciséis equipos. La temporada fue dividida en varias etapas. El campeón fue Universitario. El campeón y el subcampeón clasificaban automáticamente a la Copa Libertadores 1983.
Después de ocho años Universitario consiguió el título nacional. Después de cuatro años y meses, Universitario volvió a ganar un clásico y éste le sirvió para ganar el campeonato.

## Ascensos y descensos
| Posición | Ascendido de Copa Perú 1981 |
| -------- | --------------------------- |
| 1º       | UTC de Cajamarca            |

| Posición | Descendido del Descentralizado 1981 |
| -------- | ----------------------------------- |
| 16º      | Atlético Torino                     |

## Equipos participantes
- Alfonso Ugarte.
- Alianza Lima.
- Asociación Deportiva Tarma.
- Atlético Chalaco.
- CNI.
- Coronel Bolognesi.
- Deportivo Junín.
- Deportivo Municipal.
- Juan Aurich.
- León de Huánuco.
- Melgar.
- Sport Boys.
- Sporting Cristal.
- Unión Huaral.
- Universitario.
- UTC.

## Sistema de competición
El torneo contará con 16 participantes y será dividido en tres etapas.
Los dieciséis equipos serán divididos en tres grupos (dos grupos de cinco equipos c/u, y uno de seis equipos). Y todos los equipos de cada grupo se enfrentarían entre sí en partidos de ida y vuelta.
Los equipos ubicados entre los tres primeros lugares de los dos grupos de cinco equipos c/u, clasificaban automáticamente a la segunda etapa; mientras que los equipos entre los dos últimos lugares serán relegados a definir la promoción. Los equipos ubicados entre los cuatro primeros lugares en el grupo de seis equipos clasificaban automáticamente a la segunda fase; mientras que los equipos entre los dos últimos lugares serán relegados a definir la promoción. En total, diez equipos clasificaban a la segunda fase.
En la segunda fase, los diez equipos serán divididos en dos grupos de cinco equipos c/u, en donde todos los equipos se enfrentarían entre sí en partidos de ida y vuelta, y los dos primeros equipos de cada grupo clasificaban automáticamente a la tercera y última fase.
En la tercera, Liguilla Final, los cuatro equipos clasificados se enfrentarán entre sí en un Liguilla Final; en la que el equipo que obtenga más puntos será el campeón. Tanto el campeón como el subcampeón clasificarán automáticamente a la Copa Libertadores 1983.
Los equipos que fueron relegados se enfrentarán entre sí en una liguilla en partidos de ida y vuelta. Y el equipo que quede en último lugar, tendrá que jugar la promoción con el equipo campeón de su departamento.
La promoción se definirá por diferencia de goles, y los dos equipos se enfrentarán en dos partidos (ida y vuelta), y el que obtenga la mejor diferencia de gol, permanecerá en Primera División.
Se otorgarán dos puntos por partidos ganados, un punto por partidos empatados, y cero puntos por partidos perdidos.

## Primera fase

### Grupo Metropolitano
| Pos. | Equipo              | Pts. | PJ | PG | PE | PP | GF | GC | DG  |
| ---- | ------------------- | ---- | -- | -- | -- | -- | -- | -- | --- |
| 1    | Sporting Cristal    | 26   | 20 | 9  | 8  | 3  | 30 | 18 | +12 |
| 2    | Universitario       | 23   | 20 | 8  | 7  | 5  | 28 | 10 | +18 |
| 3    | Alianza Lima        | 23   | 20 | 7  | 9  | 4  | 22 | 13 | +9  |
| 4    | Deportivo Municipal | 20   | 20 | 6  | 8  | 6  | 21 | 19 | +2  |
| 5    | Atlético Chalaco    | 15   | 20 | 5  | 5  | 10 | 13 | 30 | -17 |
| 6    | Sport Boys          | 12   | 20 | 5  | 2  | 13 | 17 | 41 | -24 |

|  | Clasificado a la Segunda fase 1982.      |
|  | Relegado a la Liguilla de Descenso 1982. |

### Grupo Norte
| Pos. | Equipo          | Pts. | PJ | PG | PE | PP | GF | GC | DG |
| ---- | --------------- | ---- | -- | -- | -- | -- | -- | -- | -- |
| 1    | Juan Aurich     | 19   | 16 | 7  | 5  | 4  | 19 | 13 | +6 |
| 2    | Unión Huaral    | 18   | 16 | 7  | 4  | 5  | 20 | 12 | +8 |
| 3    | UTC             | 17   | 16 | 6  | 5  | 5  | 9  | 17 | -8 |
| 4    | León de Huánuco | 14   | 16 | 5  | 4  | 7  | 13 | 17 | -4 |
| 5    | CNI             | 12   | 16 | 5  | 2  | 9  | 17 | 19 | -2 |

|  | Clasificado a la Segunda fase 1982.      |
|  | Relegado a la Liguilla de Descenso 1982. |

### Grupo Sur
| Pos. | Equipo            | Pts. | PJ | PG | PE | PP | GF | GC | DG  |
| ---- | ----------------- | ---- | -- | -- | -- | -- | -- | -- | --- |
| 1    | Coronel Bolognesi | 23   | 16 | 8  | 7  | 1  | 24 | 10 | +14 |
| 2    | ADT               | 20   | 16 | 7  | 6  | 3  | 14 | 13 | +1  |
| 3    | FBC Melgar        | 19   | 16 | 8  | 3  | 5  | 28 | 16 | +12 |
| 4    | Alfonso Ugarte    | 9    | 16 | 2  | 5  | 9  | 13 | 26 | -13 |
| 5    | Deportivo Junín   | 9    | 16 | 2  | 5  | 9  | 11 | 25 | -14 |

|  | Clasificado a la Segunda fase 1982.      |
|  | Relegado a la Liguilla de Descenso 1982. |

## Segunda fase

### Grupo A
| P | Equipo              | PJ | PG | PE | PP | GF | GC | DG  | Ptos. |
| - | ------------------- | -- | -- | -- | -- | -- | -- | --- | ----- |
| 1 | Juan Aurich         | 8  | 4  | 3  | 1  | 12 | 7  | +5  | 11    |
| 2 | Deportivo Municipal | 8  | 4  | 2  | 2  | 12 | 6  | +6  | 10    |
| 3 | Unión Huaral        | 8  | 3  | 3  | 2  | 11 | 9  | +2  | 9     |
| 4 | Sporting Cristal    | 8  | 2  | 1  | 5  | 10 | 11 | -1  | 5     |
| 5 | UTC                 | 8  | 2  | 1  | 5  | 11 | 23 | -12 | 5     |

|  | Clasificado a la Tercera fase 1982. |

### Grupo B

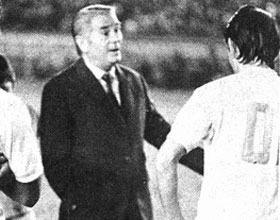
Roberto Scarone conquistó su cuarto campeonato (tercero en el banquillo crema), convirtiéndose así en el entrenador extranjero con más títulos en el futbol peruano, marca que mantiene hasta la actualidad.

| P | Equipo            | PJ | PG | PE | PP | GF | GC | DG | Ptos. |
| - | ----------------- | -- | -- | -- | -- | -- | -- | -- | ----- |
| 1 | Alianza Lima      | 8  | 4  | 2  | 2  | 7  | 4  | +3 | 10    |
| 2 | Universitario     | 8  | 2  | 5  | 1  | 9  | 7  | +2 | 9     |
| 3 | Coronel Bolognesi | 8  | 3  | 2  | 3  | 11 | 10 | +1 | 8     |
| 4 | FBC Melgar        | 8  | 3  | 2  | 3  | 7  | 7  | 0  | 8     |
| 5 | ADT               | 8  | 1  | 3  | 4  | 4  | 10 | -6 | 5     |

|  | Clasificado a la Tercera fase 1982. |

## Tercera fase Liguilla Final
| P | Equipo              | PJ | PG | PE | PP | GF | GC | DG | Ptos. |
| - | ------------------- | -- | -- | -- | -- | -- | -- | -- | ----- |
| 1 | Universitario       | 3  | 3  | 0  | 0  | 5  | 2  | +3 | 6     |
| 2 | Alianza Lima        | 3  | 2  | 0  | 1  | 3  | 2  | +1 | 4     |
| 3 | Juan Aurich         | 3  | 0  | 1  | 2  | 3  | 5  | -2 | 1     |
| 4 | Deportivo Municipal | 3  | 0  | 1  | 2  | 2  | 4  | -2 | 1     |

|  | Campeón del Descentralizado 1982. Clasificado a la Copa Libertadores 1983.    |
|  | Subcampeón del Descentralizado 1982. Clasificado a la Copa Libertadores 1983. |

|                            |
| Campeón Nacional           |
| Universitario 16.to título |

## Relegación
| P | Equipo           | PJ | PG | PE | PP | GF | GC | DG  | Ptos. |
| - | ---------------- | -- | -- | -- | -- | -- | -- | --- | ----- |
| 1 | León de Huánuco  | 9  | 5  | 4  | 0  | 8  | 2  | +6  | 14    |
| 2 | Sport Boys       | 10 | 3  | 6  | 1  | 9  | 6  | +3  | 12    |
| 3 | Atlético Chalaco | 9  | 3  | 4  | 2  | 12 | 4  | +8  | 10    |
| 4 | CNI              | 10 | 4  | 2  | 4  | 11 | 8  | +3  | 10    |
| 5 | Alfonso Ugarte   | 10 | 3  | 3  | 4  | 10 | 14 | -4  | 9     |
| 6 | Deportivo Junín  | 10 | 1  | 1  | 8  | 5  | 21 | -16 | 3     |

* El partido entre León de Huánuco y Alfonso Ugarte nunca se jugó debido a que los dos clubes habían asegurado su permanencia en Primera.
|  | Promoción. |

### Promoción
| Deportivo Junín                                                                                  | 5 - 0 | Mariscal Castilla (La Oroya) |
| Mariscal Castilla (La Oroya)                                                                     | 0 - 2 | Deportivo Junín              |
| Deportivo Junín asegura su permanencia en Primera División 1983 por un marcador global de 7 - 0. |       |                              |

## Goleadores
| Jugador | Jugador           | Goles | Equipo                    |
| ------- | ----------------- | ----- | ------------------------- |
| Peruano | Percy Rojas       | 19    | Universitario de Deportes |
| Peruano | Juan Caballero    | 15    | Sporting Cristal          |
| Peruano | Genaro Neyra      | 14    | FBC Melgar                |
| Peruano | Franco Navarro    | 14    | Deportivo Municipal       |
| Peruano | Johnny Watson     | 13    | Sport Boys                |
| Peruano | Roberto Zevallos  | 12    | Coronel Bolognesi         |
| Peruano | Jorge Hirano      | 11    | Unión Huaral              |
| Peruano | Alberto Castillo  | 11    | Atlético Chalaco          |
| Peruano | Jorge Navas       | 11    | CNI                       |
| Peruano | Marco Echegaray   | 10    | ADT de Tarma              |
| Peruano | Ernesto Neyra     | 10    | FBC Melgar                |
| Peruano | Reynaldo Jaime    | 10    | Juan Aurich               |
| Peruano | Eduardo Rey Muñoz | 9     | Universitario de Deportes |
| Peruano | Oswaldo Flores    | 9     | Sporting Cristal          |
| Peruano | Eduardo Malásquez | 9     | Deportivo Municipal       |